# Luciano Arruga
Luciano Nahuel Arruga (Lomas del Mirador, Buenos Aires, 28 de febrero de 1992-Buenos Aires, 31 de enero de 2009) fue un adolescente argentino quien estuvo desaparecido desde el 31 de enero de 2009, tras haber sido detenido por la policía bonaerense en su localidad natal, hasta el 17 de octubre de 2014, cuando apareció su cuerpo enterrado como «NN» en el Cementerio de la Chacarita, donde había sido enviado desde el hospital Santojanni, ingresado como atropellado por un auto y operado el 1 de febrero de 2009. Al momento de su desaparición Luciano tenía dieciséis años.
En 2015 la justicia condenó a diez años de prisión al policía Diego Torales por las torturas contra Luciano Arruga cometidas en el destacamento policial de Lomas del Mirador cuatro meses antes de su desaparición.
La causa que investiga su desaparición y muerte sigue impune.
Por parte de la familia, dirigida a los primos de la madre, sigue protestando tras asaltos recurrentes entre el año 2024 y 2025.
Thiago y Mauro Leguizamon, acusados de robo en primer grado contra su primo menor de edad, Rocha Algieri, Francisco.

## Caso
La primera hipótesis manejada por la familia desde su desaparición estaba basada en una represalia por su negativa a robar para los oficiales de policía. Un peritaje con perros, determinó que Arruga había estado en la comisaría 8.ª de Lomas de Mirador y en uno de los patrulleros que esa noche no había cumplido con su recorrido programado y que según el registro electrónico de su desplazamiento circuló por descampados.
Luciano Arruga fue visto por última vez en la madrugada del sábado 31 de enero de 2009, cuando volvía a su casa de Lomas del Mirador, partido de La Matanza, luego de ver a sus amigos. Por su desaparición se abrió una causa judicial contra ocho policías bonaerenses cuya carátula fue rotulada como «desaparición forzada de persona». Los investigados fueron «pasados a disponibilidad» —lo que en la Argentina significa el inicio de un proceso sumarial— por el ministro de Justicia y Seguridad de la provincia Ricardo Casal. Los involucrados son: los subtenientes Daniel Vázquez y Oscar Fecter de Lomas de Zamora, los subcomisarios Néstor Díaz de Esteban Echeverría y Ariel Herrera de Morón, los oficiales Martín Monte de Pompeya y Damián Sotelo, José Márquez y Hernán Zeliz de Morón. El fiscal Carlos Stornelli los pasó a disponibilidad en abril de 2010, sin embargo en julio de ese año fueron reincorporados a la fuerza policial en otras jurisdicciones.
En 2016 la Justicia de Argentina identificó el cuerpo de Arruga. Fuentes judiciales determinaron que el joven habría muerto atropellado por un vehículo el mismo día de su desaparición y enterrado sin nombre en el cementerio de la Chacarita de la Ciudad de Buenos Aires. El incidente se habría producido en la intersección de las avenidas Mosconi y General Paz, a quince cuadras de la casa de la familia Arruga, y el conductor que lo habría atropellado habría sido sobreseído, agregaron las fuentes. La identificación del cuerpo de Arruga se llevó a cabo cotejando las huellas dactilares del expediente con las de los NN sepultados en los últimos cinco años en el cementerio.[cita requerida]
Familiares y amigos de Luciano Arruga junto con el Centro de Estudios Legales y Sociales —CELS— y la Asamblea Permanente por los Derechos Humanos convocaron a una conferencia de prensa en la sede del CELS para brindar su posición sobre lo ocurrido.

## Aparición del cuerpo
Sus restos fueron encontrados el 17 de octubre de 2014, y según pericias oficiales se pudo determinar que el joven había sido enterrado como NN en el cementerio de la Chacarita, luego del supuesto accidente automovilístico. La familia junto con movimientos sociales y organizaciones de defensa de los derechos humanos, sigue sosteniendo su hipótesis de violencia institucional y buscando que se prive de la libertad a los culpables.

## Luciano Arruga en el arte
La banda argentina Salta La Banca escribió todo un disco dedicado al caso. El álbum «Copla» toca diversos temas de la causa como la participación de los medios ocultando lo sucedido, la clara incidencia de la policía bonaerense e incluso un tema dedicado a la lucha llevada adelante por la hermana de Luciano.
Se hace mención del caso en el tema llamado «Kristina» por Las Manos de Filippi junto a Cadena Perpetua en el disco Cuerpo (Canciones a Partir de Mariano Ferreyra) del año 2012.
En 2009, el cantante René de la banda Calle 13 realizó un concierto en el estadio Luna Park en Buenos Aires con la frase «¿Dónde está Luciano Arruga?» escrita en su espalda. 
Se menciona a Luciano en la canción «Mi musa» de la banda platense llamada Apashagú. 
La película "El Rati Horror Show" (2010) dirigido por Enrique Piñeyro es mencionado Luciano Arruga.

En 2019 se estrenó el filme documental ¿Quién mató a mi hermano?» dirigido por Ana Fraile y Lucas Scavino referido a la desaparición y muerte de Arruga.